# ألفريدو ديل أغيلا
ألفريدو ديل أغيلا (بالإسبانية: Alfredo del Águila)‏ هو لاعب كرة قدم مكسيكي في مركز الوسط، ولد في 3 يناير 1935 في مدينة مكسيكو في المكسيك، وتوفي بنفس المكان في 26 يوليو 2018. شارك مع منتخب المكسيك لكرة القدم. أما مع النوادي، فقد لعب مع نادي أمريكا ونادي ديبورتيفو تولوكا ونادي نيكاكسا.

## وصلات خارجية
- ألفريدو ديل أغيلا على موقع الاتحاد الدولي (مؤرشف)  (الإنجليزية)
- ألفريدو ديل أغيلا على موقع قاعدة بيانات كرة القدم.إي يو (الإنجليزية)
- ألفريدو ديل أغيلا على موقع ناشيونال فوتبول تيمز (الإنجليزية)
- ألفريدو ديل أغيلا على موقع Soccerway.com (الإنجليزية)
- ألفريدو ديل أغيلا على موقع عالم كرة القدم.نت (الإنجليزية)